# Эмотивность
Эмотивность — это центральное понятие эмотиологии, определяемое как «имманентное свойство языка выражать психологические (эмоциональные) состояния и переживания человека». Эмоциональность и эмотивность соотносятся как психологическая и лингвистическая категории.

## Эмотивы и их функции
Эмотивность в речь реализуется через специальные языковые средства — эмотивы, которые представлены на каждом уровне любого национального языка и образуют его эмотивный код.
Эмотивный код языка — «семиотическая система корреляций между психическими состояниями (эмоциями) коммуникантов и их концептуализацей (семантизацией, вербальными упаковками, то есть оязыковление)».
Эмотивы в речи выполняют две основные функции — эмоциональное самовыражение и эмоциональное воздействие. Функция выражения, или эмотивная, — «использование единиц языка для выражения, „выплеска“ эмоций без целевой направленности на определённого адресата». Воздействие, или экспрессивная функция — «выражение направленных эмоций», «прагматическое намерение воздействовать на получателя в нужном говорящему направлении, заставить его что-то сделать, удовлетворить просьбу, вызвать в нём определённые чувства». При этом разграничение этих функций «считается условным, так как во многих случаях едва ли можно говорить о раздельном существовании подобных интенций».
Наиболее широко эмотивы представлены на лексическом уровне языке. Выделяют три группы лексических эмотивов: 1) лексика, обозначающая эмоции; 2) лексика, выражающая эмоции; 3) лексика, описывающая эмоции. Эмотивный смысл может выражаться и «эмотивно нейтральной в словарном состоянии лексикой», так как «эмотивная нагрузка может присутствовать у любого предъявленного информанту слова <…> поскольку она связана с индивидуальным языковым сознанием».
Эмотив характеризуется наличием в своей семантике эмотивного компонента. В контексте художественного произведения, как замечает В. Шаховский «в определённых ситуациях практически любое слово может приобрести эмотивную коннотацию». По наблюдениям И. Быдиной, в поэтическом тексте это происходит за счет того, что «на узуально нейтральное слово <…> эмосема наводится контекстом стихотворения», где «слово получает тенденцию к экспликации своего эмотивного потенциала».
Синтаксическими эмотивыми являются парцелляция, сегментированные конструкции, эллипсис, восклицательные предложения, различные выделительные конструкции и т. п. Эмотивен повтор как «отклонение от нейтрального варианта, для которого, как правило, достаточно однократного употребления того или иного элемента».
Эмотивность текста формируется также за счет его интонационного оформления. Опираясь на фонометрические исследования, В. Шаховский утверждает, что «все эмотивы в тексте обязательно маркированы просодией». Интонация помогает понять эмотивное значение слова и даже может «придавать словам-эмотивам противоположный смысл». В эмотивном тексте просодическая маркированность эмотивных высказываний «иногда находит и графическое отражение».

## Эмотивность в тексте
Каждый отдельный текст, особенно художественный, имеет свой эмотивный код. Эмотивный код текста — «система сигналов эмотивности текста, отражающих общий пафос произведения, его прагматический заряд и эмоциональное отношение автора к описываемым реалиям художественного мира».
Автор текста как носитель языка должен обладать эмотивной компетенцией, то есть «способностью намеренно или интуитивно использовать систему художественных приемов (код) для организации разнообразных языковых и стилистических эмотивных средств с целью отображения в художественном тексте эмоциональной авторской картины мира».
В. Шаховский разграничивает понятия эмотивность текста и эмотивный тип текста. Первая предполагает «определенную степень эмотивности текста, эмотивные вкрапления», в то время как эмотивный текст — «своеобразное „здание“, в котором представлены все „этажи“ эмотивности языка и все каналы (особенно если он является звуковым) её языкового выражения».
Художественный текст является эмотивным. И. Быдина, говоря о поэтическом тексте как эмотивном, объясняет это тем, что «большую значимость для адекватного смысла стихотворения имеет эмотивный уровень, а не информативно-смысловой».
Эмоции в тексте могут быть представлены и на уровне формы, и на уровне содержания, выражаться имплицитно и эксплицитно. Как замечает В. Шаховский, в «плане выражения могут отсутствовать эмоциональные знаки, в то время как все пространство текста может служить символом переживаемых эмоций, то есть быть глубинно, имплицитно эмотивным».